# Пушной.ru
«Пушной.ru» — первый студийный альбом российского рок-музыканта, шоумена и ведущего Александра Пушного, который вышел на лейбле Navigator Records в 2008 году.

## Об альбоме
«Чёрный ВоРАММ» — это скрещивание народной песни «Чёрный ворон» со стилем немецкой группы Rammstein. «Одинокая harm-онь» — это скрещивание народной песни «Одинокая гармонь» с кантри-блюзом. Песня «Во кузнице» сделана в стиле группы AC/DC.
Песня «Слава Богу, ты пришёл!» была написана для одноимённой телепередачи на канале «СТС».
Песня «Зима» была написана Александром, когда ему было 13 лет.
«Песенка одной гЁрлы» была написана летом в Новосибирске, когда Пушной болел и ему было нечего делать; в песне присутствует ненормативная лексика.
Песня «Невезуха – нету слуха» посвящена жене Александра — Татьяне Пушной. Музыкант сочинил её специально так, чтобы её можно было петь и не попадать в ноты, и чтобы это звучало хорошо. 
Большинство песен из альбома использовалось в фильме «Ночной Базар».

## Список композиций
| №   | Название                                                 | Текст песни                  | Музыка                       | Длительность |
| --- | -------------------------------------------------------- | ---------------------------- | ---------------------------- | ------------ |
| 1.  | «Чёрный ВоРАММ»                                          | Народный                     | Народная                     | 3:15         |
| 2.  | «Слава Богу, ты пришёл!»                                 | Александр Бачило             | Александр Пушной             | 2:48         |
| 3.  | «Надо радоваться!»                                       | Александр Пушной             | Александр Пушной             | 1:32         |
| 4.  | «ЛаЛаЛа»                                                 | Александр Пушной             | Александр Пушной             | 2:12         |
| 5.  | «Валенки, валенки»                                       | Народный                     | Народная                     | 3:00         |
| 6.  | «Ленин всех послал на Первомай»                          | Александр Пушной, Юрий Шварц | Александр Пушной, Юрий Шварц | 2:02         |
| 7.  | «Песенка одной гЁрлы»                                    | Александр Пушной             | Александр Пушной             | 2:47         |
| 8.  | «Парикмахер»                                             | Александр Пушной             | Александр Пушной             | 2:33         |
| 9.  | «Что стоишь, качаясь...»                                 | Народный                     | Александр Пушной             | 2:36         |
| 10. | «Одинокая harm-онь» (blues version)                      | Народный                     | Александр Пушной             | 4:17         |
| 11. | «Во кузнице» (AC/DC version)                             | Народный                     | Александр Пушной             | 2:42         |
| 12. | «Невезуха - нету слуха» (совместно с Викторией Айзентир) | Александр Пушной             | Александр Пушной             | 2:46         |
| 13. | «СПЛИН-ани это!!!»                                       | Александр Пушной             | Павел Артемьев               | 2:17         |
| 14. | «Что же делать, как же быть?»                            | Александр Пушной             | Александр Пушной             | 1:35         |
| 15. | «Зима»                                                   | Александр Пушной             | Александр Пушной             | 3:42         |
| 16. | «What if I» (совместно с Виталием Суховским)             | Виталий Суховский            | Александр Пушной             | 3:17         |